# 高知県警察
高知県警察（こうちけんけいさつ）は、高知県が設置した警察組織であり、高知県内を管轄区域とし、高知県警と略称する。警察法上、高知県公安委員会の管理を受けるが、給与支払者は高知県知事である。また警察庁中国四国管区警察局四国警察支局の監督を受ける。本部所在地は、高知市丸ノ内二丁目4番30号。

## 沿革
- 1954年（昭和29年）7月1日 新警察法施行により発足。
- 1956年（昭和31年）10月 高知南警察署に警備艇「こだか」配置。
- 1957年（昭和32年）
  - 11月8日 警察機動隊を警ら交通課に付置。
  - 12月27日 警察機動隊を警ら交通課から独立。
- 1958年（昭和33年）
  - 4月1日 県下初の110番を警察機動隊に設置。
  - 7月21日 組織改正を実施。県本部が部制に移行し警務・刑事・警備の3部および秘書室を設置。監察官を独立、総務課を廃止。警察署の次席を次長に変更し課を設置する。
- 1959年（昭和34年）
  - 2月11日 高知南警察署がこの日の未明に風呂がまから出火し庁舎を全焼。
  - 7月1日　県内全域の緊急通報電話を110番とする。
  - 7月15日 高岡警察署を土佐警察署に改称。
  - 10月15日 後免警察署を南国警察署に改称。
- 1961年（昭和36年）11月1日 第二機動隊を設置。
- 1962年（昭和37年） 11月 県本部を高知県庁3・4階に移転。
- 1968年（昭和43年）1月1日 秘書室を総務室に改称。交通部を新設。
- 1985年（昭和60年）4月1日 総務室を警務部に統合。防犯部を新設。
- 2001年（平成13年）県本部新庁舎が完成し高知県庁内から移転。
- 2012年（平成24年）4月1日 清水警察署が中村警察署清水警察庁舎に降格。
- 2014年（平成26年）4月1日 生活安全部地域課に「自動車警ら隊」発足。高知東警察署新設。いの警察署が土佐警察署いの警察庁舎に降格。本山警察署が高知東警察署本山警察庁舎に降格。
- 2016年（平成28年）4月1日 香南警察署及び香美警察署が南国警察署に統合。
- 2020年（令和2年）4月1日 本部組織改正。警務部留置管理課と人材育成課警察史編さん室を新設。警務課機構改革推進室を廃止。
- 2021年（令和3年）1月19日 順次パトカーに独自のエンブレムの導入と「高知県警察」の字体をゴシック体に統一し「察」の1画目を警光灯をイメージした赤色に変更。
- 2023年（令和5年）4月1日 組織改正で警務部人材育成課デジタル化人材育成室を廃止し同課に安全運転指導室を新設。生活安全部生活環境課を廃止。サイバー犯罪対策室をサイバー犯罪対策課に格上げ[1]。

## 本部組織
- 警務部
  - 組織基盤強化センター
    - 警務課
    - 人材育成課
      - 術科指導室
      - 安全運転指導室
      - 警察史編さん室

  - 総務課
    - 取調べ監督室
    - 公安委員会事務室

  - 会計課
    - 会計監察室

  - 装備施設課
    - 機動装備隊

  - 県民支援相談課
    - 被害者支援室
    - 警察総合相談室

  - 監察課
  - 厚生課
  - 情報管理課
    - デジタル化推進室
    - 照会センター

  - 留置管理課

- 生活安全部
  - 生活安全企画課
    - 地域安全対策推進室
    - 許可等担当事務室

  - 地域課
    - 自動車警ら隊（高知市北本町一丁目）
    - 鉄道警察隊

  - 通信指令課
  - 人身安全・少年課
    - 少年サポートセンター

  - サイバー犯罪対策課

- 刑事部
  - 組織犯罪対策参事官
  - 刑事企画課
    - 告訴・告発センター
    - 捜査支援室

  - 捜査第一課
    - 機動捜査隊（高知市北本町一丁目）
    - 検視官室

  - 捜査第二課
  - 組織犯罪対策課
    - 特殊詐欺捜査室

  - 鑑識課
  - 科学捜査研究所

- 交通部
  - 交通企画課
    - 交通マナーアップ推進室

  - 交通指導課
    - 交通反則通告センター
    - 自転車等交通指導取締対策室

  - 交通規制課
    - 交通管制センター

  - 運転免許センター（吾川郡いの町枝川）
    - 安全運転支援室

  - 交通機動隊（高知市布師田）
  - 高速道路交通警察隊(南国市領石（高知自動車道南国IC内）)

- 警備部
  - 警備第一課
    - 外事情報室

  - 警備第二課[2]
    - 災害対策室
    - 航空隊（高知空港内）

  - 警衛対策課
  - 機動隊（南国市大埇）

- 高知県警察学校（南国市大埇）

## データ
- 警察署数 - 12
- 交番数 - 16
- 駐在所数 - 86
- 警備派出所数 - 1
- 職員数 - 1925人（うち警察官1611人）
- 警備艇 - 2隻
  - 高1 たけより（旧ながと） 高知南 23m型 2017-　（山口県警察「ながと」が配置換え[3]）
  - 高2 おおとさ 須崎 17m型 2005-
  - (退役) 高1 たけより 高知南 23m型 1996-2017
  - (退役) 高2 おおとさ 宿毛 -2005
- ヘリコプター - 1機

## 歴代警察本部長
| 氏名       | 在任期間                                             | 前職                                                                                 | 後職                                                                     |
| ---------- | ---------------------------------------------------- | ------------------------------------------------------------------------------------ | ------------------------------------------------------------------------ |
| 金澤昭雄   | 1973（昭和48年）8月8日 -1974年（昭和49年）8月16日    | 警察庁刑事局保安部外勤課長                                                           | 警察庁警務局付                                                           |
| 上岡茂     | 1974（昭和49年）8月16日 -1976年（昭和51年）8月24日   | 警察庁警備局付                                                                       | 九州管区警察局総務部長                                                   |
| 池田和顕   | 1976（昭和51年）8月24日 -1978年（昭和53年）8月4日    | 九州管区警察局公安部長                                                               | 皇宮警察本部警務部長                                                     |
| 岩佐英弌   | 1978（昭和53年）8月4日 -1980年（昭和55年）4月1日     | 中国管区警察局公安部長                                                               | 関東管区警察学校長                                                       |
| 三上和幸   | 1980（昭和55年）4月1日 -1982年（昭和57年）8月23日    | 警察庁警務局教養課長                                                                 | 警察庁刑事局捜査第一課長                                                 |
| 藤原享     | 1982（昭和57年）8月23日 -1984年（昭和59年）4月13日   | 四国管区警察局公安部長                                                               | 警察庁刑事局捜査第一課長                                                 |
| 斉藤正治   | 1984（昭和59年）4月13日 -1985年（昭和60年）8月7日    | 警察庁警務局付                                                                       | 警察庁警務局付                                                           |
| 横尾敏夫   | 1985（昭和60年）8月7日 -1987年（昭和62年）2月6日     | 警察庁刑事局捜査第二課暴力団対策官                                                   | 警察庁警備局付兼内閣官房内閣調査室                                       |
| 大山克己   | 1987（昭和62年）2月6日 -1988年（昭和63年）8月5日     | 警察庁長官官房総務課広報室長                                                         | 神奈川県警察本部警務部長                                                 |
| 加藤孝雄   | 1988（昭和63年）8月5日 -1990年（平成2年）4月1日      | 警察庁警備局外事課外事調査官                                                         | 関東管区警察局総務部長                                                   |
| 古賀光彦   | 1990（平成2年）4月1日 -1991年（平成3年）7月19日      | 神奈川県警察本部刑事部長                                                             | 警察庁交通局交通規制課長                                                 |
| 平石治兌   | 1991（平成3年）7月19日 -1992年（平成4年）8月25日     | 警察庁警務局付                                                                       | 九州管区警察局総務部長                                                   |
| 小林幸二   | 1992（平成4年）8月25日 -1994年（平成6年）2月1日      | 警察庁警務局付                                                                       | 近畿管区警察局総務部長                                                   |
| 末綱隆     | 1994（平成6年）2月1日 -1995年（平成7年）6月15日      | 警察庁刑事局保安部地域課長                                                           | 警察庁長官官房給与厚生課長                                               |
| 縄田修     | 1995（平成7年）6月15日 -1997年（平成9年）1月17日     | 警察庁警備局付                                                                       | 警察庁刑事局捜査第二課長                                                 |
| 高橋泰博   | 1997（平成9年）1月17日 -1998年（平成10年）5月27日    | 中部管区警察学校長                                                                   | 九州管区警察局総務部長                                                   |
| 大園猛志   | 1998（平成10年）5月27日 -1999年（平成11年）7月13日   | 東北管区警察学校長                                                                   | 中国管区警察局総務部長                                                   |
| 恵良道信   | 1999（平成11年）7月12日 -2002年（平成14年）1月18日   | 中部管区警察局総務部長                                                               | 関東管区警察局監察部長                                                   |
| 太田昭雄   | 2002（平成14年）1月18日 -2003年（平成15年）9月19日   | 警察庁交通局交通指導課長                                                             | 警察庁長官官房付=辞職                                                    |
| 黒木慶英   | 2003（平成15年）9月19日 -2005年（平成17年）8月22日   | 大阪府警察本部警備部長                                                               | 神奈川県警察本部警務部長                                                 |
| 鈴木基久   | 2005（平成17年）8月22日 -2008年（平成20年）4月1日    | 警察庁長官官房付                                                                     | 警察庁長官官房会計課長                                                   |
| 平井興宣   | 2008（平成20年）4月1日 -2009年（平成21年）10月22日   | 警察庁刑事局組織犯罪対策部薬物銃器対策課長                                           | 警察庁警備局公安課長                                                     |
| 北村博文   | 2009（平成21年）10月22日 -2011年（平成23年）2月8日   | 警察庁長官官房付                                                                     | 警察庁交通局交通規制課長                                                 |
| 加藤晃久   | 2011（平成23年）2月8日 -2013年（平成25年）3月29日    | 警察庁長官官房参事官（高度道路交通政策担当）                                         | 警察大学校刑事教養部長兼財務捜査研修センター付                           |
| 小林良樹   | 2013年（平成25年）3月29日 -2014年（平成26年）7月18日 | 警察庁長官官房付兼警察大学校警察政策研究センター付 慶應義塾大学総合政策学部教授      | 警察庁刑事局付=休職 ハーバード大学ウェザーヘッド国際問題研究所客員研究員 |
| 國枝治男   | 2014年（平成26年）7月18日 -2015年（平成27年）7月16日 | 警察庁刑事局付                                                                       | 神奈川県警察本部警務部長                                                 |
| 上野正史   | 2015年（平成27年）7月16日 -2017年（平成29年）9月4日  | 警察庁生活安全局生活経済対策管理官                                                   | 警察大学校警務教養部長兼術科教養部長兼警察政策研究センター付             |
| 小柳誠二   | 2017年（平成29年）9月4日 -2018年（平成30年）11月6日  | 警察庁生活安全局保安課長                                                             | 警察庁生活安全局生活安全企画課長                                         |
| 宇田川佳宏 | 2018年（平成30年）11月6日 -2020年（令和2年）2月3日   | 福岡県警察本部警務部長                                                               | 警察大学校警備教養部長兼教授                                             |
| 熊坂隆     | 2020年（令和2年）2月3日 -2022年（令和4年）8月5日     | 警察大学校交通教養部長                                                               | 自動車安全運転センター総務部長                                           |
| 江口寛章   | 2022年（令和4年）8月5日 -2023年（令和5年）8月1日     | 警察庁生活安全局生活経済対策管理官                                                   | 警察大学校交通教養部長                                                   |
| 髙清水善弘 | 2023年（令和5年）8月1日 -2025年（令和7年）3月31日    | 警察庁長官官房付                                                                     | 警察庁長官官房付=辞職                                                    |
| 岩田康弘   | 2025年（令和7年）3月31日 -                           | 警察庁長官官房参事官(総合調整・刑事手続のIT化・統計総括担当)兼生活安全局付兼刑事局付 |                                                                          |

## 警察署
警察署数は12。警察車両のナンバー地名はすべて「高知」となる。
| ※    | 地域 | 警察署名称   | 所在地               | 管轄区域                                                               |
| ---- | ---- | ------------ | -------------------- | ---------------------------------------------------------------------- |
| 高知 | 中部 | 高知警察署   | 高知市北本町一丁目   | 高知市中部                                                             |
| 高知 | 中部 | 高知南警察署 | 高知市桟橋通四丁目   | 高知市南部（旭街の一部・潮江・鴨田・朝倉・長浜・御畳瀬・浦戸・春野町） |
| 高知 | 中部 | 高知東警察署 | 高知市大津           | 高知市東部、長岡郡本山町・大豊町、土佐郡土佐町・大川村                 |
| 高知 | 中部 | 南国警察署   | 南国市大埇           | 南国市、香南市、香美市                                                 |
| 高知 | 中部 | 土佐警察署   | 土佐市高岡町         | 土佐市、吾川郡いの町、高岡郡日高村                                     |
| 高知 | 中部 | 佐川警察署   | 高岡郡佐川町         | 高岡郡佐川町・越知町、吾川郡仁淀川町                                   |
| 高知 | 東部 | 室戸警察署   | 室戸市室戸岬町       | 室戸市、安芸郡東洋町                                                   |
| 高知 | 東部 | 安芸警察署   | 安芸市矢ノ丸二丁目   | 安芸市、安芸郡奈半利町・田野町・安田町・北川村・馬路村・芸西村         |
| 高知 | 西部 | 須崎警察署   | 須崎市山手町         | 須崎市、高岡郡中土佐町・檮原町・津野町                                 |
| 高知 | 西部 | 窪川警察署   | 高岡郡四万十町榊山町 | 高岡郡四万十町                                                         |
| 高知 | 西部 | 中村警察署   | 四万十市右山         | 四万十市、土佐清水市、幡多郡黒潮町                                     |
| 高知 | 西部 | 宿毛警察署   | 宿毛市希望ケ丘       | 宿毛市、幡多郡大月町・三原村                                           |

警察官数は、1564名（平成18年度）。

### 警察署の再編
2007年（平成19年）に策定された警察署再編計画では、16署体制から段階的に12署体制に再編することとされた。
- 2012年（平成24年）4月1日
  - 清水警察署が中村警察署と統合して、中村警察署清水警察庁舎となる[6]。

- 2014年（平成26年）4月1日
  - 高知東警察署新設[2][4]。
  - いの警察署が土佐警察署と統合して、土佐警察署いの警察庁舎となる[7]。
- 2016年（平成28年）4月1日
  - 香南警察署及び香美警察署が南国警察署に統合。

## 最近の主な事件
- 2006年（平成18年）　高知白バイ衝突死事故
- 2009年（平成21年）2月10日　室戸市椎名漁港における稲川会の覚醒剤大量密輸未遂事件を摘発。

## 不祥事
- 捜査費不正使用疑惑（県が税金から支出した費用の返還を求めている）
- 2006年（平成18年）
  - 3月 - 高知白バイ衝突死事故捏造疑惑
- 2013年（平成25年）
  - 6月 - 警察学校で前年採用の巡査30パーセント（82人中25人）が既に退職していることが判明。
  - 7月 - 警察学校の教官の男性警部補が、入校していた女性警察官に対し、セクハラ行為を繰り返し行っていたことが判明。警部補は問題発覚後担当を外されている[8]。
- 2019年（平成31年・令和元年）
  - 3月 - 県警の宿舎で部下5人をきつく叱責したとして、30歳代の男性警部補が本部長訓戒となる。叱責の際に包丁を持ち出したとの証言もある[9]。
  - 5月 - 警察署や本部所属の20～30歳代の男性巡査長3人が、女性巡査1人を巡って不倫関係にあったとして、4人を本部長訓戒などとした[10]。
- 2020年（令和2年）
  - 2月 - 土佐警察署の男性巡査（20代）が28日午前3時50分ごろ、高知市春野町の国道で、酒気帯び状態で自家用車を運転し、中央分離帯の標識に衝突した。3月12日に道路交通法違反（酒気帯び運転）容疑で書類送検されたが、高知地方検察庁は不起訴とした。県警は19日付けで停職3カ月の懲戒処分にした。男性巡査は同日、依願退職[11]。
  - 7月 - 現職警察官が児童買春、児童ポルノに係る行為等の規制及び処罰並びに児童の保護等に関する法律違反の容疑を起こしたものの氏名は非公開、不逮捕で処理した。
  - 9月 - 南国警察署地域課の男性巡査部長（56歳）が、盗撮目的で同署の女子トイレに侵入。県警は男性巡査部長を建造物侵入容疑で逮捕した。男性巡査部長は容疑を認め、県警は高知県迷惑防止条例違反容疑でも調べを進める[12]。
  - 9月 - 警察署の留置場で勾留中だった男が6月、隠し持っていたスマートフォンで自身の姿を撮影し、複数の知人に送信していた。勾留前に身体検査をした際に金属探知機が鳴ったが、当直責任者だった男性警部（50代）らが近くの机の金属部分に反応していると判断し、見落としていた。9月7日、県警は男性警部を本部長注意、他に勾留に関わった留置管理課員4人を所属長注意の処分とした[13]。

## 参考資料
- 『高知県警察史　昭和編』　昭和54年（1979年）3月30日　高知県警察本部